# Epipsilia septentrionalis
Epipsilia septentrionalis är en fjärilsart som beskrevs av Michael Fibiger 1993. Epipsilia septentrionalis ingår i släktet Epipsilia och familjen nattflyn. Inga underarter finns listade i Catalogue of Life.